# Palacio de Justicia de Bruselas

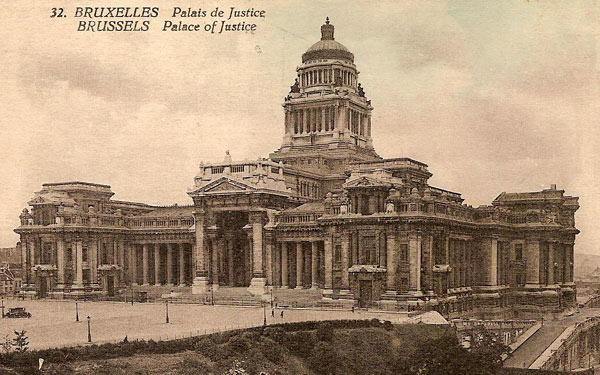
Tarjeta postal con la imagen del palacio a comienzos del.

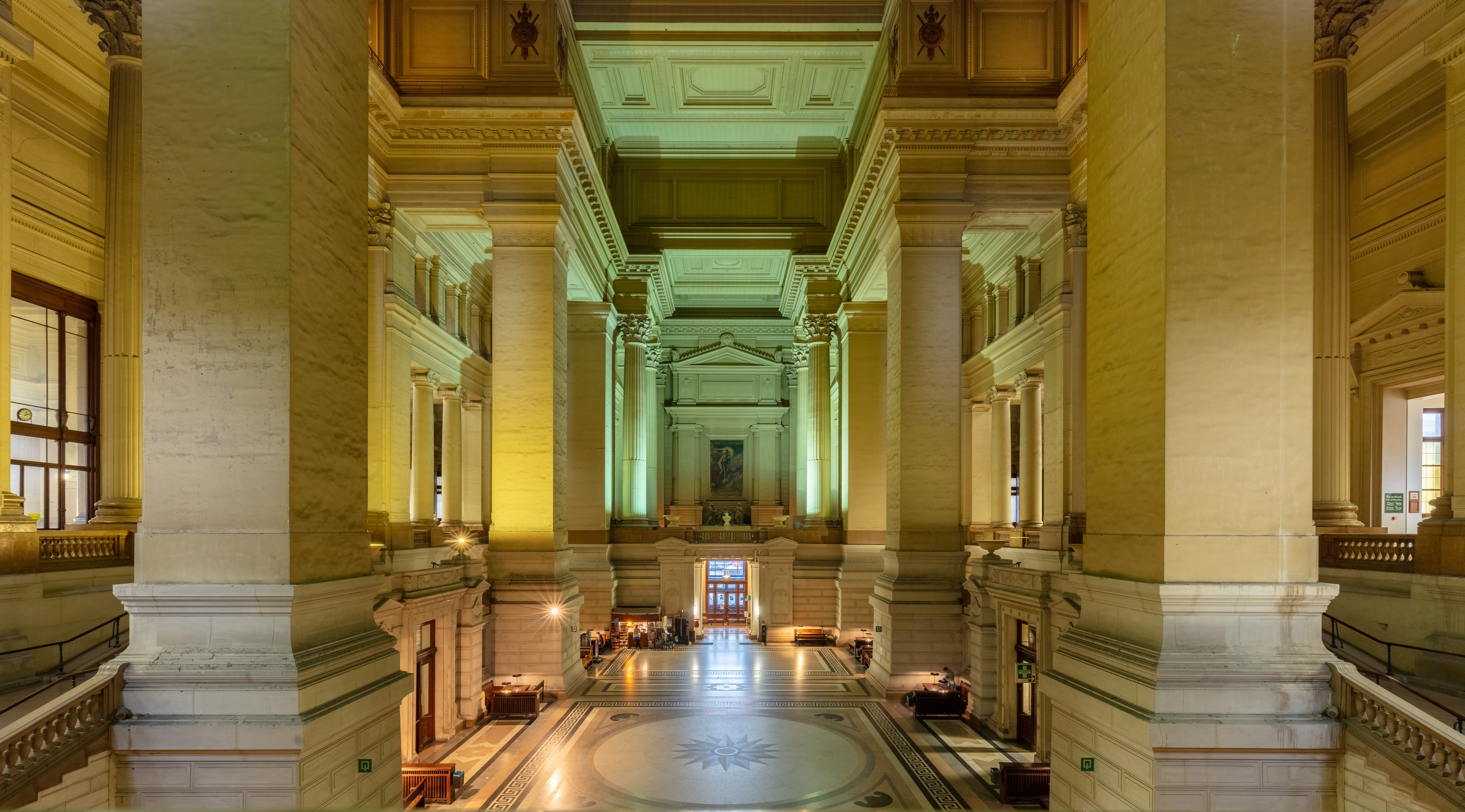
Vista interior del palacio.

El Palacio de Justicia de Bruselas, obra del arquitecto Joseph Poelaert y construido entre los años 1866 y 1883 bajo el reinado de Leopoldo II, es la sede del Poder Judicial y de los tribunales de justicia de Bélgica. Es más grande que la Basílica de San Pedro de Roma y sigue siendo uno de los edificios de piedra más grandes del planeta. Su superficie total es de 26 000m².

## Historia

### Presupuesto
El presupuesto inicial para su construcción fue de 4 millones de francos belgas, pero finalmente se gastaron 50 millones, lo que equivalía a un año completo de obras públicas en el reino. La desmesura de la obra y la libertad dada al arquitecto para sobrepasar casi todas las normas impuestas originalmente siguen siendo un gran misterio. Según se dice, todo un barrio fue seguido por la construcción a finales del siglo XIX.

### Reparación
Al final de la Segunda Guerra Mundial, en vísperas de la liberación de Bruselas, los alemanes se retiraron de la ciudad no sin antes incendiar el palacio con el fin de destruirlo. Como consecuencia de ello se derrumbó la cúpula, y parte de la construcción quedó muy dañada. Hacia 1947 la mayor parte del edificio fue reparada y la cúpula fue construida dos metros más alta que la original. 

## Características
De un estilo en el cual se fusiona el neoclasicismo con el neobarroco decimonónico, el edificio mide 104 metros de altura y su cúpula pesa 24.000 toneladas. El Palacio de Justicia cuenta además con 8 patios y con una superficie de 6000 m² junto con otras 27 grandes salas de audiencia, 245 salas más pequeñas y otras salas.

## Influencia
La construcción y la inmensidad del lugar han inspirado a artistas como François Schuiten, quien ha retratado su imagen en innumerables ocasiones. Junto con eso, los símbolos que el Palacio tiene en sus pilares han sido objeto de numerosos estudios, sin que se sepa gran cosa de ellos, ya que los documentos antiguos apenas los mencionan.
Adolf Hitler era tremendamente aficionado a la arquitectura y junto a Albert Speer se basó en la construcción del Palacio para levantar edificios monumentales de la época nazi.
El Palacio de Justicia de Lima, en Perú se basa en el Palacio de Justicia de Bruselas, aunque carece de cúpula y es mucho más pequeño.